# Fujiwara no Sukemasa
Fujiwara no Sukemasa (japanski 藤原 佐理, ふじわら の すけまさ/さり) (7. godina Tengyōa/944. – 19. kolovoza 998.) je bio japanski krasopisac iz razdoblja Heiana. Njegov je otac Fujiwara no Atsutoshi, također poznati krasopisac. Izvori ga navode kao člana skupine vrsnih japanskih krasopisaca, trojice zvane Sanseki.